# Lytico-Bodig
Lytico-Bodig es el nombre de una enfermedad neurológica degenerativa grave que se presenta de forma casi exclusiva en la Isla de Guam. También se llama complejo parkinsonismo-demencia-esclerosis lateral amiotrófica en abreviatura (ELAPD), o síndrome de Guam. Aunque se han propuesto varias hipótesis para explicar el origen de la enfermedad, ninguna de ellas ha podido demostrarse, por lo que la causa es desconocida. El nombre de la afección deriva de que el trastorno parece presentar manifestaciones que corresponden a tres enfermedades diferentes, la enfermedad de Parkinson, la esclerosis lateral amiotrófica y la enfermedad de Alzheimer (demencia). La denominación lytico-bodig deriva del dialecto local de la isla de Guam, lytico procede del término español paralítico y hace referencia a la parálisis propia de la esclerosis lateral amiotrófica y bodig se refiere a la lentitud de movimientos que aparece en la enfermedad de Parkinson.

## Evolución del número de casos
In 1952 Koerner y posteriormente Arnold informaron sobre la alta incidencia de esclerosis lateral amiotrófica entre la población Chamorro de la Isla de Guam. Investigaciones posteriores demostraron que la frecuencia de este trastorno neurológico era entre 50 y 100 veces más alta en este grupo de población que en el resto del mundo. 
Desde el año 1960, el número de casos nuevos ha disminuido progresivamente. Este rápido declive en la incidencia de la enfermedad se debe probablemente a los radicales cambios socioeconómicos y etnográficos que ha causado la occidentalización progresiva de la sociedad de la isla. Actualmente (2014) la enfermedad es muy poco frecuente.

## Síntomas
El trastorno se considera una enfermedad neurodegenerativa, es decir provoca la pérdida de estructura y/o función de las neuronas y los nervios que forman el sistema nervioso. Los síntomas puede ser muy variados e incluyen parálisis que afecta de forma progresiva a los músculos voluntarios, incluyendo los que intervienen en la respiración y la deglución, también temblor, rigidez y deterioro cognitivo, perdida de memoria y perdida de capacidad para emitir o entender el lenguaje (afasia). La enfermedad es progresiva y los pacientes empeoran en el curso de meses o años, a veces décadas.

## Causas

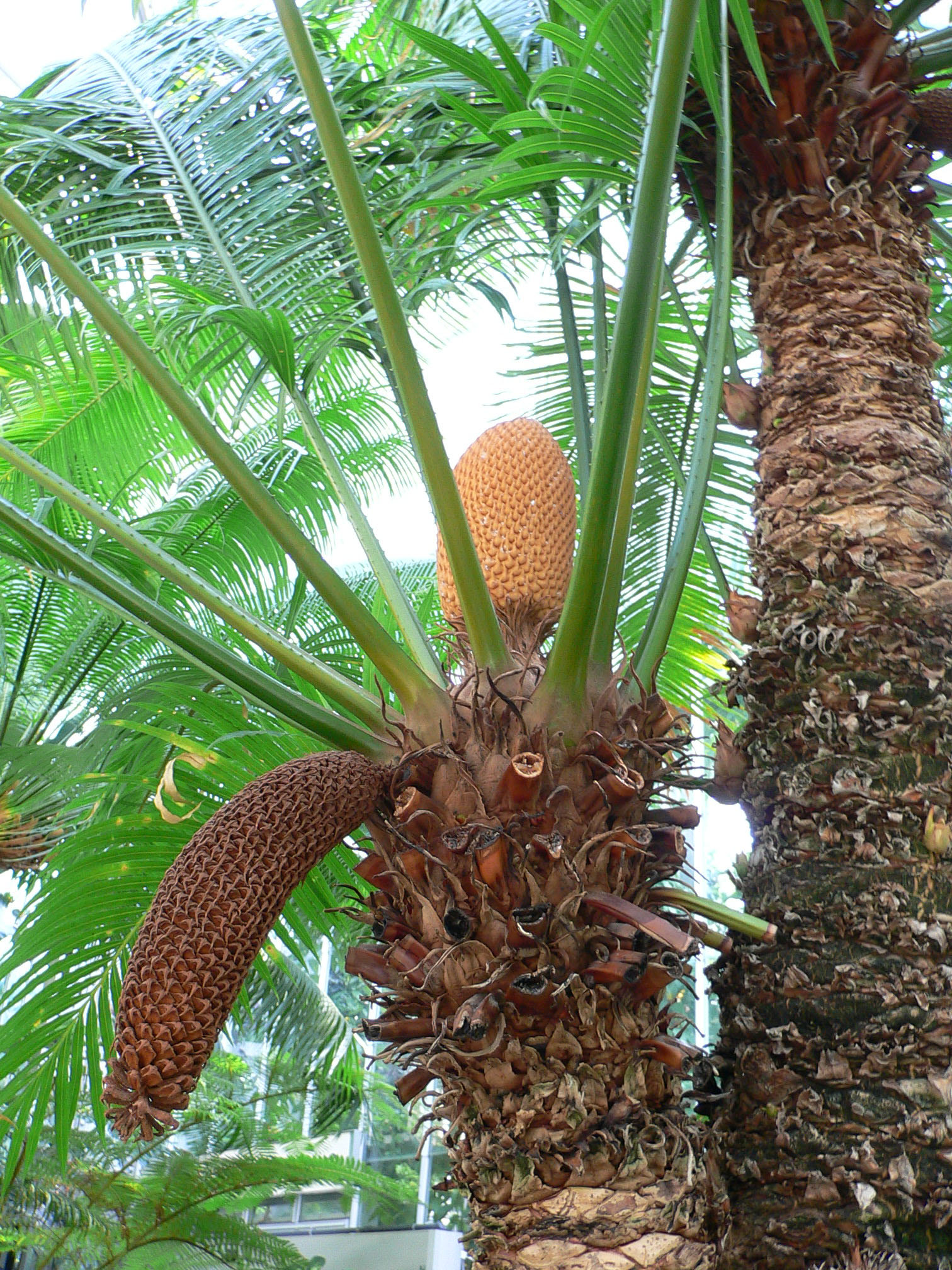
Planta de Cycas circinalis

Las causas reales se desconocen, aunque se han propuesto diferentes teorías y se han realizado numerosos estudios para intentar verificarlas.
- Causa genética. A pesar de los diversos estudios genéticos realizados, no se ha logrado encontrar ninguna evidencia sólida que permita asociar la enfermedad con algún gen o mutación concreto. Por otra parte la disminución del número de casos a partir de los años 60 del siglo XX descarta la hipótesis de un origen genético del mal, pues es imposible que una enfermedad hereditaria desaparezca únicamente en una o dos generaciones.[3]

- Cicadaceas. En 1960 Leonard Kurland y Donald Mulder sugirieron la posibilidad que el consumo de productos alimenticios derivados de diversas plantas de la familia de las cicadaceas, que crecen abundantemente en la isla de Guam, podrían originar la enfermedad, pues contienen algunas toxinas, como la Beta-metilamino-L-alanina (BMAA), sin embargo esta hipótesis nunca pudo ser comprobada experimentalmente.[3][5]

- Murciélagos. Algunas especies de murciélagos frugivoros del género pteropus conocidos como zorros voladores, se alimentan de semillas de cícadas, por lo que su cuerpo puede contener grandes cantidades de BMAA. Se ha sugerido que el consumo de carne de murciélago, considerado una delicia culinaria en la isla, sea la causa de la enfermedad.